# Liza Koshy
Elizabeth Shaila „Liza“ Koshy (* 31. März 1996 in Houston, Texas) ist eine amerikanische Medienpersönlichkeit.

## Leben
Koshy besuchte die University of Houston und studierte Business-Marketing. Mit der Veröffentlichung von Videos auf der Videoplattform „Vine“ begann sie 2013 ihre Karriere. Die komödiantischen Videos fanden schnell Anklang und sie wurde bald zu einer der beliebtesten Darstellerinnen auf dieser Plattform. Außerdem hostete sie die Nickelodeon Show „Double Dare“. Zusätzlich wirkte sie in einer Reihe von Filmen und Fernsehsendungen mit, darunter „Freakish“; „Boo! A Madea Halloween“ und „Escape the Night“. Ebenfalls brachte sie eine eigene Makeup und Hautpflege-Linie heraus.
Koshy erschien im Jahr 2019 in der Liste der „Forbes 30 Under 30“ in der Kategorie „Hollywood & Entertainment“. Ebenfalls erschien sie 2019 im „Time Magazine“ auf der Liste der 25 einflussreichsten Menschen im Internet und war 2019 auch Teil der „100 Next“ Liste, desselben Magazins.

## Social Media
Liza Koshy besitzt eine Anzahl von 40 Millionen Followern auf sämtlichen Plattformen. Sie gewann an starker Bekanntheit, durch ihre Videos und ihre Arbeit als Social-Media-Persönlichkeit und sie wurde nach ihrem Wechsel zur Videoplattform „YouTube“ Nutzerin mit dem größten Zuwachs an Abonnenten. Ihre Bekanntheit auf Social Media bot ihr die Möglichkeit zur Erweiterung ihrer Präsenz in Film und Fernsehen.

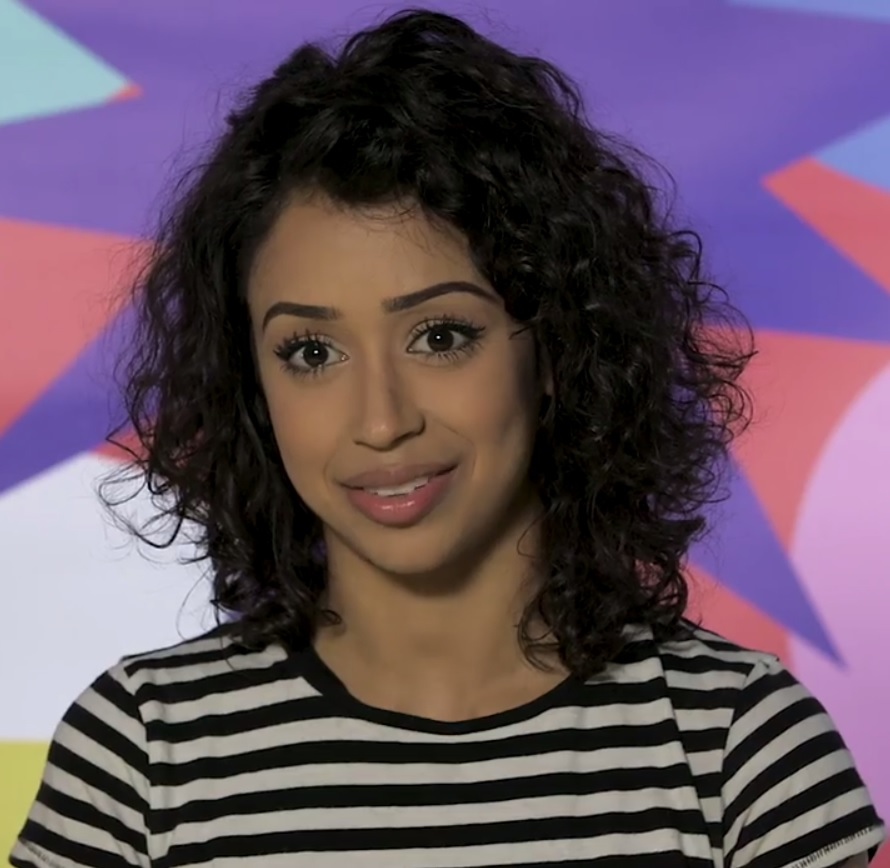
Liza Koshy auf Refinery29, August 2017

Koshy begann ab 2013, unter dem Pseudonym „Lizzza“ kurze Comic-Videos auf dieser Plattform zu veröffentlichen. Zu diesem Zeitpunkt war Koshy gerade einmal 17 Jahre alt und hatte den High-School-Abschluss absolviert. Obwohl ihre Karriere als „Content Creatorin“ weiter in Schwung kam, entschloss sich Koshy trotzdem aufs College zu gehen. Doch es ging ihr allerdings nicht mehr vordergründig um einen Abschluss, stattdessen setzte sie ihre Arbeit als Influencerin in den Mittelpunkt ihres Lebens und brach schließlich ihr Business Marketing-Studium ab.
Als die Schließung Vines bekannt wurde, nutzte Koshy ihre Popularität, um im Juli 2015 einen YouTube-Kanal einzurichten, auf dem sie wöchentlich Beiträge veröffentlichte. Sie erweiterte ihre Comedy und die Palette der Charaktere. Neben Jet Packinski, ihr männliches, schnauzbärtiges Alter Ego, erschuf sie weitere Charaktere wie Helga, eine bebrillte, zerzauste Ausländerin, und Carlos Q, einen machohaften hispanischen Mann.
Ihr Publikum auf YouTube und auf anderen Social-Media-Plattformen wuchs weiter und ihr Kanal wurde zum am schnellsten wachsenden Kanal der Plattform. Nach kurzer Zeit besaß sie bereits 10 Millionen Abonnements. Im Jahr 2016 eröffnete sie einen zweiten YouTube-Kanal, auf diesem zeigt sie bis heute keine regelmäßigen Aktivitäten oder Figuren. Zu den beliebten Uploads gehören Reaktionsvideos, in denen sie ihre eigenen alten, Vines anschaut oder auf Teenager reagiert, die ihre Videos ansehen. Als Zeichen ihres zunehmenden Bekanntheitsgrades interviewte sie 2016 Präsident Obama für eine Kampagne zur Wahlbeteiligung.

## Film und Fernsehen
Abseits von Social Media ist Liza Koshy auch in der Film- und Fernsehbranche aktiv. Diese ist stark von ihrer Social-Media-Arbeit geprägt und beeinflusst. Ihre Bekanntheit auf YouTube und anderen Plattformen ist der wesentliche Grund, der ihren Sprung in Mainstream-Medien ermöglichte. Sie selbst sagt „All diese verschiedene Möglichkeiten kamen von YouTube“. Ihre Schauspielerkarriere begann sie 2016 mit einer Rolle in der Hulu-Serie „Freakish“, in der sie in beiden Staffeln der Serie Violet Adams verkörperte.
Sie spielte ihre wohl größte Rolle in allen drei Staffeln ihrer eigenen Comedy-Serie „Liza on Demand“. Die Serie ist Teil von YouTube Premium und wurde neben Koshy selbst von Deborah Kaplan und Harry Elfont geschrieben. Ausführende Produzenten der Serie sind Courtney Carter und ebenfalls Koshy selbst gewesen. Koshy benutzte ihre Reichweite auf YouTube und Social Media, um die Serie zu fördern.

## Auszeichnungen
Koshy gewann 4 Streamy Awards und Teen Choice Awards und einen Kids Choice Award.
- Streamy Award in der Kategorie „Breakout Creator“; 2016[19]
- Teen Choice Award in der Kategorie "Choice Female Web Star"; 2017[20]
- Streamy Award in der Kategorie "Comedy"; 2017[21]
- Kid's Choice Award in der Kategorie "Favorite Funny YouTube Creator"; 2017[22]
- Teen Choice Award in der Kategorie "Choice Female Web Star"; 2018[23]
- Teen Choice Award in der Kategorie "Choice Comedy Web Star"; 2018[23]
- Teen Choice Award in der Kategorie "Choice YouTuber"; 2018[23]
- Streamy Awards in der Kategorie „Comedy Series“; 2018[24]
- Streamy Awards in der Kategorie "Acting in Comedy"; 2018[24]

## Filmografie (Auswahl)
- 2020: Work It
- 2024: Players
- 2024: A Family Affair
- 2025: Summer of 69
- 2025: Die nackte Kanone (The Naked Gun)

## Kritik und Skandale
Koshy und ihr damaliger Freund David Dobrik standen in der Vergangenheit wegen zweier Videos in der Kritik. Beide wurden für die Verhöhnung der japanischen Sprache kritisiert. In beiden Videos gibt Dobrik vor, auf Japanisch den Text auf der Verpackung vorzulesen. Während des ersten Videos versucht Koshy die Anmerkungen ihres Freundes zu unterbinden. In ihrem zweiten Video testen die beiden einen philippinischen Snack mit dem Namen Boy Bawang Cornick. Nachdem Koshy einen Bissen probiert hat, macht sie ebenfalls eine Reihe an Geräuschen, die denen Dobriks ähnlich sind, weshalb sie von vielen Usern im Internet, auf Grund von Rassismus-Anschuldigungen, kritisiert worden ist.